# David Lochary
David Crawford Lochary (* 21. August 1944 in Baltimore, Maryland; † 29. Juli 1977 in New York City) war ein US-amerikanischer Schauspieler.

## Laufbahn
David Lochary war der Sohn von Mimi Lochary, die mit ihm in Mondo Trasho (1970) und Female Trouble (1974) zu sehen war. In seiner Geburtsstadt Baltimore lernte er Harris Glenn Milstead alias Divine kennen, nach Darstellung des später sehr bekannten Travestiekünstlers hörte er von Lochary erstmals den Begriff Drag Queen und ließ sich auch vor Partys von ihm schminken.
Durch Divines Vermittlung lernte Lochary den Regisseur John Waters kennen, der ihn für seinen Kurzfilm Roman Candles (1967) verpflichtete. Es folgten Eat Your Makeup (1968) und Mondo Trasho. In Letzterem gab Lochary zwei Charaktere, übernahm darüber hinaus eine Sprechrolle und fungierte außerdem als Produktionsassistent und Stylist für Divine. Unmittelbar darauf folgte der Kurzfilm The Diane Linkletter Story, in dem neben Divine und Lochary lediglich Mary Vivian Pearce, eine weitere Stammschauspielerin Waters’, zu sehen war. Die drei Darsteller verfassten zusammen mit dem Regisseur das Drehbuch, zugleich Locharys einzige Autorenschaft.
Es folgten Auftritte in Multiple Maniacs (1970) und Pink Flamingos (1972), ehe er nach New York City zog, um eine Laufbahn als Theaterdarsteller einzuschlagen. Für Waters Female Trouble (1974) stand Lochary jedoch noch einmal vor der Kamera, es war seine siebente und zugleich letzte Spielfilmrolle. Waters plante ihn auch für seinen nächsten Film Desperate Living (1977) ein, Lochary starb jedoch rund drei Wochen vor seinem 33. Geburtstag in seiner Wohnung in New York City. Unterschiedlichen Angaben zufolge wurde er entweder Opfer einer Überdosis Phencyclidin oder erlitt tödliche Schnittverletzungen, nachdem er unter Drogeneinfluss auf Glasscherben gestürzt war.

## Auftreten und öffentliche Wahrnehmung
Lochary trat in Waters Filmen stets in exotischen und perversen Rollen auf und gab dabei meist den letztlich geschlagenen Gegenspieler Divines. Ein markantes äußeres Merkmal war sein silbern, zeitweise aber auch blau gefärbtes Haar. Neben seinem darstellerischen Wirken war er außerdem dreimal als Stylist am Filmset tätig, wurde aber nur in den Credits zu Female Trouble als solcher erwähnt.
Bereits 1975 war Lochary in der Dokumentation Lady Divine zu sehen, Aufnahmen von ihm fanden später auch in weiteren Dokumentarfilmen Verwendung.

## Filmografie (Auswahl)
- 1967: Roman Candles (Kurzfilm)
- 1968: Eat Your Makeup
- 1970: Mondo Trasho (auch Produktionsassistent und Make-up-Stylist für Divine)
- 1970: The Diane Linkletter Story (Kurzfilm) (auch Drehbuch)
- 1970: Multiple Maniacs (auch Produktionsassistent)
- 1972: Pink Flamingos (auch Haarstylist)
- 1974: Female Trouble (auch Haarstylist)